# 世界書院
世界書院（せかいしょいん）は、東京都千代田区にある人文・社会科学系出版社。現在は株式会社ゼロメガの関連会社。

## 概要
1948年設立。現象学シリーズを中心とする哲学書、経済学・会計学テキストを多数刊行する。また情況出版の刊行するほとんどの書籍の発売元は世界書院。2019年に代表取締役として二木啓孝が就任する。

## 主な出版物
- 『イチゼロ』（早見慶子責任編集(2010年10月刊)）ISBN 4792721105
- 『合戦場の女たち』（横山茂彦著(2010年1月刊)）ISBN 4792721059
- 『計量経済学の基本』（小林和司著(2008年5月刊)）ISBN 4792720966
- 『自由の新たな空間』（フェリックス・ガタリ＋アントニオ・ネグリ著，杉村昌昭訳(2007年7月刊)）ISBN 978-4792720933
- 『現象学の基底―「客観性」とは何か？』（金子淳人著(2006年9月刊)）ISBN 4792720885
- 『フェティシズムの信仰圏―神仏虐待のフォークローア』（石塚正英著(1993年5月刊)）ISBN 4792730414